# 2,4,6-Collidin
Das 2,4,6-Collidin (2,4,6-Trimethylpyridin) ist eine organische Verbindung, die zu den Heterocyclen (genauer: Heteroaromaten) zählt. Es besteht aus einem Pyridinring, der mit drei Methylgruppen substituiert ist. Es gehört zur Stoffgruppe der Collidine, einer Gruppe von sechs Konstitutionsisomeren mit der Summenformel C8H11N. 2,4,6-Collidin ist das bekannteste Isomer dieser Gruppe und wird daher u. a. nur als Collidin bezeichnet.

## Herstellung
Das 2,4,6-Collidin wurde 1854 aus Knochenöl isoliert. Die Darstellung erfolgt analog der Hantzschschen Dihydropyridinsynthese aus Acetessigsäureethylester (als β-Ketocarbonylverbindung), Acetaldehyd und Ammoniak im Verhältnis 2:1:1.

## Verwendung
Durch Oxidation der Methylgruppen mit Kaliumpermanganat erhält man Collidinsäure.
2,4,6-Collidin wird in organischen Synthesen, z. B. der Dehydrohalogenierung verwendet, indem es die entstehenden Halogenwasserstoffe bindet.